# Slamboree 1999
Slamboree 1999 fu un pay-per-view organizzato dalla federazione di wrestling World Championship Wrestling (WCW); si svolse il 9 maggio 1999 presso il TWA Dome di St. Louis, Missouri, Stati Uniti.

## Descrizione
Inizialmente Ric Flair vinse il match contro Roddy Piper per schienamento, ma Eric Bischoff squalificò Flair per aver colpito Piper con un oggetto contundente. Sting contro Goldberg terminò in no contest. Il match finì in un nulla di fatto dopo l'arrivo di Bret Hart che aggredì l'arbitro. Al termine del match, arrivarono anche gli Steiner Brothers che assalirono sia Sting che Goldberg. Nel main event della serata, Kevin Nash schienò inizialmente Diamond Dallas Page dopo una Jacknife Powerbomb. Randy Savage interferì nel match in aiuto di Page, colpendo Nash con la cintura del titolo. Giunse quindi a bordo ring Eric Bischoff che ordinò a Doug Dillinger di scortare Savage fuori dall'arena, e poi disse all'arbitro Nick Patrick di far ripartire l'incontro con la stipulazione "no disqualification".

## Risultati
| N. | Risultati | Stipulazione                                                   | Durata |
| -- | --- | -------------------------------------------------------------- | ------ |
| 1  | Dale Torborg sconfigge Johnny Swinger                                                                                   | Single match                                                   | N/A    |
| 2  | Raven & Perry Saturn sconfiggono Rey Misterio Jr. & Billy Kidman (c), e Dean Malenko & Chris Benoit (con Arn Anderson)  | Triple threat match per i WCW World Tag Team Championship      | 17:28  |
| 3  | Konnan sconfigge Stevie Ray (con Vincent & Horace Hogan)                                                                | Single match                                                   | 06:10  |
| 4  | Bam Bam Bigelow sconfigge Brian Knobbs                                                                                  | Hardcore match                                                 | 11:29  |
| 5  | Rick Steiner sconfigge Booker T (c)                                                                                     | Single match per il WCW World Television Championship          | 11:08  |
| 6  | Gorgeous George (con Madusa, Miss Madness & Randy Savage) sconfiggono Charles Robinson (con The Head Nurse & Ric Flair) | Single match                                                   | 10:39  |
| 7  | Scott Steiner (c) sconfigge Buff Bagwell                                                                                | Single match per il WCW United States Heavyweight Championship | 07:11  |
| 8  | Roddy Piper sconfigge Ric Flair (con Arn Anderson & The Head Nurse) per squalifica                                      | Single match                                                   | 12:10  |
| 9  | Sting contro Goldberg termina in no contest                                                                             | Single match                                                   | 08:17  |
| 10 | Kevin Nash sconfigge Diamond Dallas Page (c)                                                                            | Single match per il WCW World Heavyweight Championship         | 18:23  |

## Accoglienza
Nel 2021 il promoter di wrestling e conduttore di podcast Conrad Thompson disse che il match Konnan vs Stevie Ray era stato "uno dei peggiori incontri" che avesse mai visto. Bischoff spiegò che, anche se all'epoca erano due stelle di prima grandezza, i due lottatori insieme non avevano "alchimia".
Nel 2016 Kevin Pantoja del sito web 411Mania assegnò all'evento una valutazione di 1.5 stelle [estremamente orrendo], scrivendo: "Wow, questo show fa schifo. Sembra iniziare in maniera decente con un triangle tag team match abbastanza divertente ma poi è una discesa continua. Nulla nello show si avvicina alle due stelle. Ci sono continue interferenze, nonché tonnellate di cose prevedibili durante le esibizioni di molti dei ragazzi. Proprio una classica esperienza WCW di quel periodo."